# Aeropuerto de Pokhara
El Aeropuerto de Pokhara (IATA: PKR, OACI: VNPK), es un aeropuerto regional que presta servicio a la ciudad de Pokhara en Nepal. Fue inaugurado el 4 de julio de 1958, y es operado por el Gobierno (Autoridad de Aviación Civil de Nepal). Ofrece conexiones regulares con Katmandú y Jomsom, y temporales a Manang.
Se encuentra a sólo 2 km del centro de la ciudad, por lo que es posible acceder a pie desde muchas zonas de la misma. La mayoría de turistas extranjeros que llegan a Pokhara lo hacen a través de este aeropuerto, llegados desde el Aeropuerto Internacional de Katmandú. 

## Aerolíneas y destinos
- Cosmic Air (Jomsom, Katmandú)
- Nepal Airlines (Katmandú)[3]
- Yeti Airlines (Katmandú)[3]
- Buddha Air (Katmandú)

## Accidentes e incidentes
- 6 de noviembre de 1997: Un  Avro 748-100 (9N-ACM) de Necon Air, en un vuelo procedente de  Katmandú, sufrió un fallo en el sistema hidráulico al aterrizar en el aeropuerto de Pokhara y se salió de la pista. El piloto dirigió el avión de vuelta a la pista después de 100 metros, pero golpeó otro Avro 748 (9N-ACW), de Nepal Airways), que estaba estacionado. No hubo víctimas mortales entre los 44 pasajeros y 4 tripulantes.[4]

- 22 de agosto de 2002: Un  De Havilland Canada DHC-6 Twin Otter 300 de Shangri-La Air, en un vuelo de Jomsom a Pokhara, se estrelló en una colina que se hallaba cubierta por las nubes tras 3 días de lluvia continua. Murieron los 3 tripulantes y los 15 pasajeros.[5]